# St. Peter (Minnesota)
St. Peter is een plaats (city) in de Amerikaanse staat Minnesota, en valt bestuurlijk gezien onder Nicollet County.

## Demografie
Bij de volkstelling in 2000 werd het aantal inwoners vastgesteld op 9747.

## Geografie
Volgens het United States Census Bureau beslaat de plaats een oppervlakte van
14,4 km², waarvan 14,0 km² land en 0,4 km² water.

## Plaatsen in de nabije omgeving
De onderstaande figuur toont nabijgelegen plaatsen in een straal van 20 km rond St. Peter.